# هارون جونستون
هارون جونستون (بالإنجليزية: Aaron Johnston)‏ (1950)؛ روائي أمريكي.

## روابط خارجية
- هارون جونستون على موقع ميوزك برينز (الإنجليزية)